# Cateratta
La cateratta nell'ambito geografico è formata da un susseguirsi di rapide e piccole cascate nel corso di un fiume.
Etimologicamente proviene dal greco κατα(ρ)ράκτης (kata(r)ràktes), composto da κατά (katà, giù) e ῥάσσω (rasso, erompere, precipitare), attraverso il latino catar(rh)acta.
Oltre che le cateratte naturali lungo i fiumi, famose quelle del Nilo, sono usate anche quelle artificiali, solitamente lungo i canali, dove ci sia la necessità di bloccare temporaneamente le acque.

## Assonanze fonetiche
Il termine "cateratta" viene talvolta usato in medicina, in alternativa al più corretto cataratta, per indicare la malattia dell'occhio che impedisce una vista nitida: in questa forma compare, ad esempio, in Novelle per un anno di Luigi Pirandello.